# Stewardesa

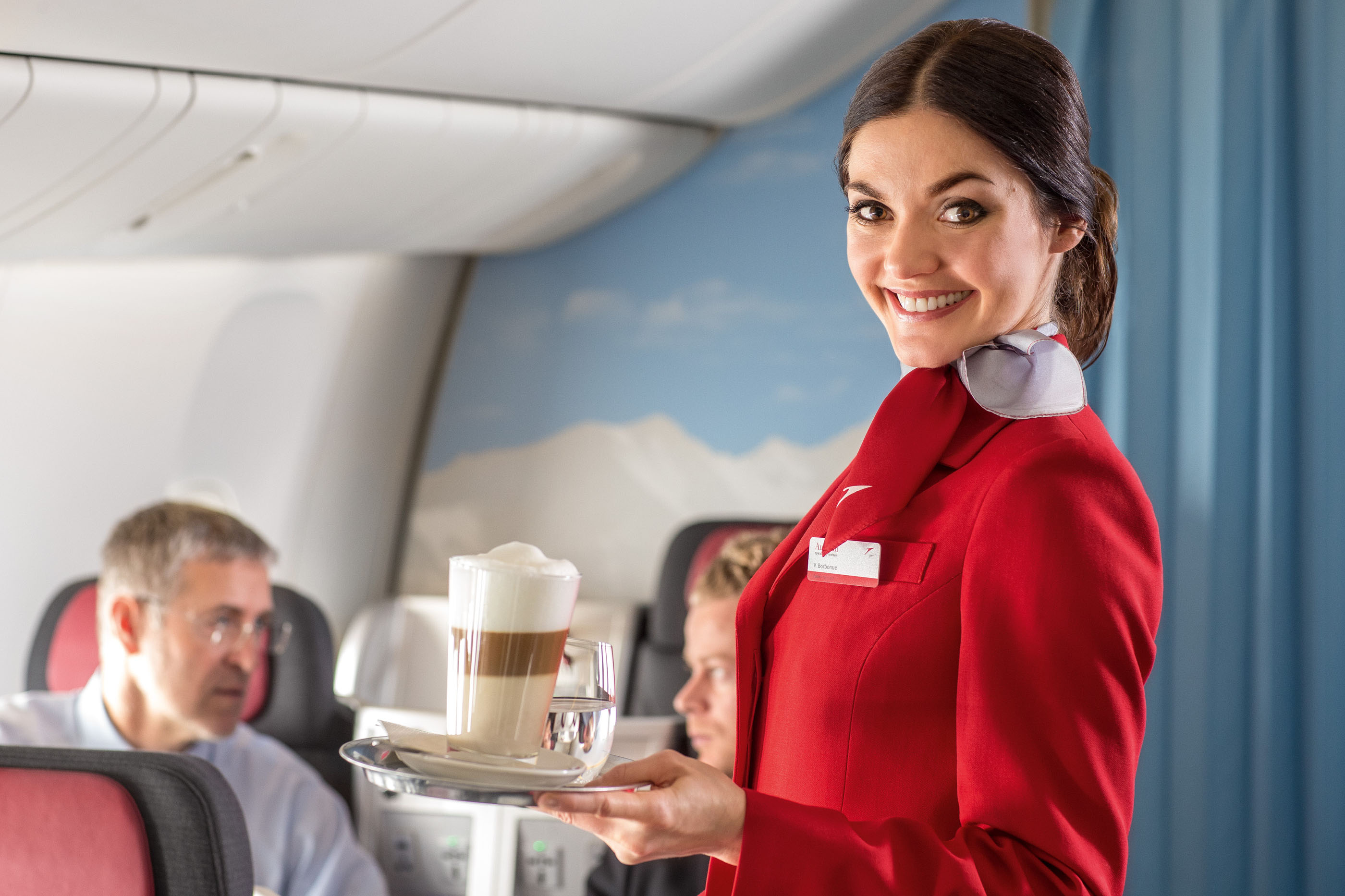
Stewardesa Austrian Airlines obsługująca pasażerów

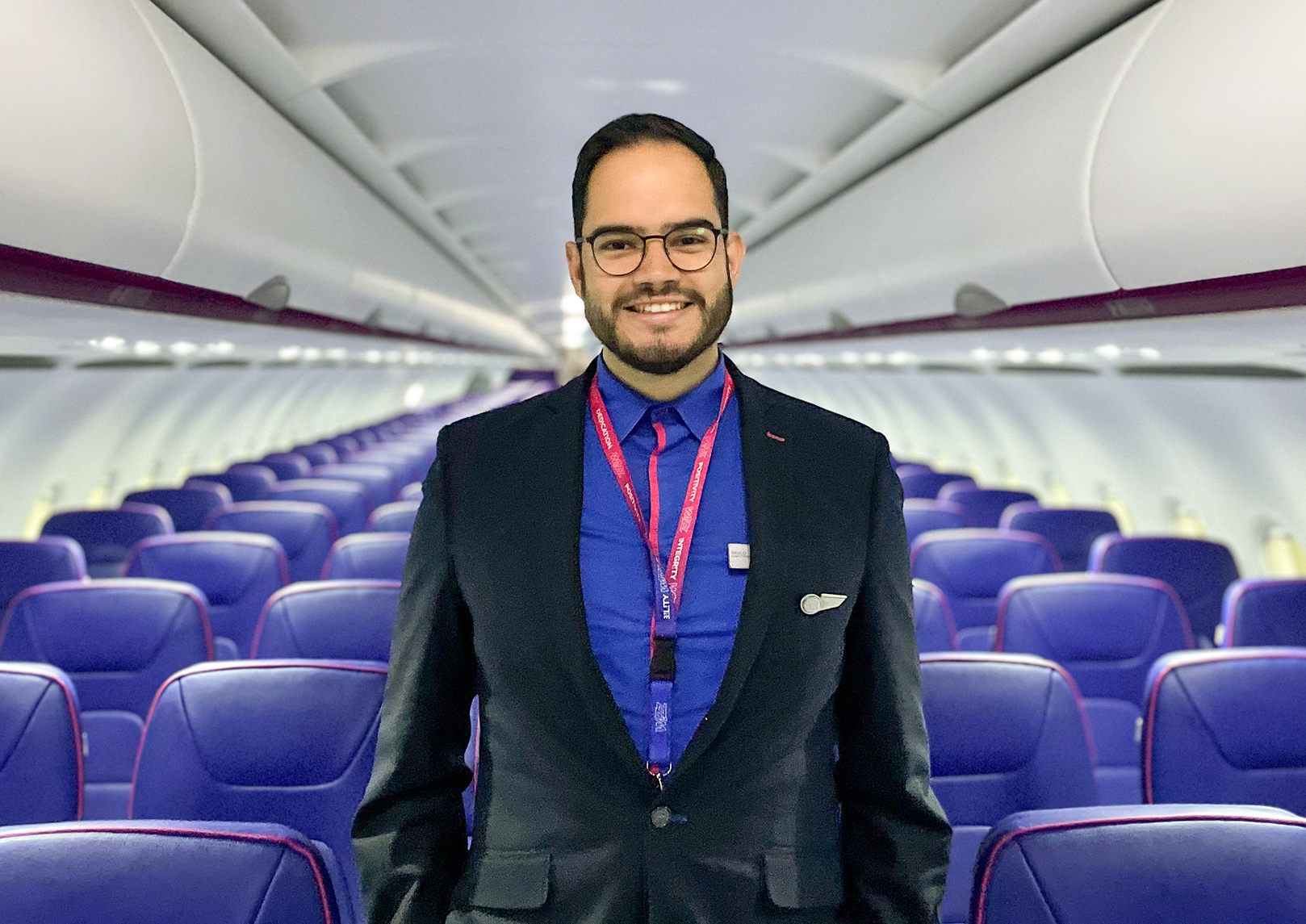
Steward w samolocie linii Wizz Air

Stewardesa, steward (pol. konwojent pokładu samolotu) – osoba pracująca w samolotach, na statkach i w pociągach. Obsługa pasażerów nie jest jedynym obowiązkiem stewardesy, ale ponieważ jest łatwa do zaobserwowania zawód bywa kojarzony bardziej z serwisem pokładowym niż z kwestiami bezpieczeństwa i obsługi samolotu.
Prócz obsługi pasażerów (przez np. podawanie posiłków) najważniejszym zadaniem stewardes lub stewardów w samolotach jest zapewnienie bezpieczeństwa pasażerów i lotu. Członkowie załogi są wyszkoleni w zakresie udzielania pierwszej pomocy przedlekarskiej, sztuki przetrwania, gaszenia pożarów na pokładzie oraz ewakuacji. Wszystkie działania z zakresu obowiązków podlegają międzynarodowemu prawu i są uszczegółowione w procedurach i sekwencjach działania zwanych drylami.

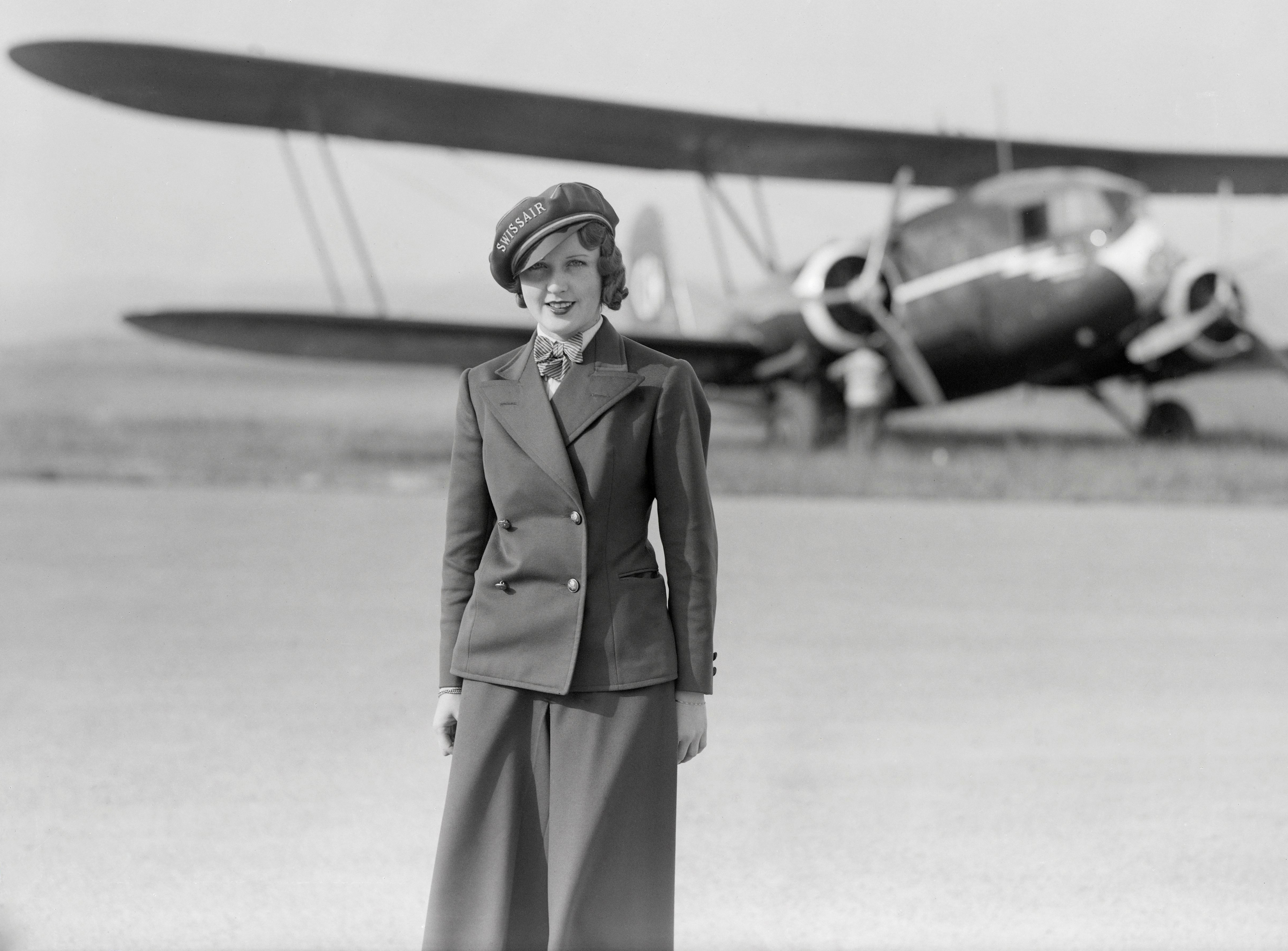
Nelly Diener, pierwsza stewardesa w Europie, stojąca przed Curtisem AT-32C Condor w którym straciła życie 27 lipca 1934

## Historia
Pierwszą osobą zatrudnioną w tym charakterze był mężczyzna, Jack Sanderson, który odbył swój pierwszy lot 2 kwietnia 1922 samolotem De Havilland 34 linii Daimler Airways na trasie z Londynu do Paryża.
Pierwszą stewardesą była Ellen Church, debiutująca 15 maja 1930 w Boeingu 80A linii United Airlines na trasie z Oakland do Cheyenne.
Air France zaczęła zatrudniać stewardesy w 1931, Swissair dwa lata później, Lufthansa w 1938. W Polsce pierwszą stewardesą i zarazem organizatorką służby stewardes była Zofia Glińska, która opracowała oraz wdrożyła plan ich pozyskania i wyszkolenia w 1945 roku. Z ponad trzystu chętnych wybrano sześć: Ludmiłę Gajewską, Marię Lubkiewicz, Irenę Petrykowską, Krystynę Sipowską, Monikę Sokolińską i Aldonę Skirgiełło. Pierwszą stewardesą, która znalazła się na pokładzie rejsowego samolotu LOT (był nim Li-2), została Aldona Skirgiełło. Lot odbył się 27 sierpnia 1945 roku na trasie z Warszawy do Paryża.